# Tarrama
Tarrama, també Khirbet al-Tarramah (àrab: طرّامة, Ṭarrāma), és una vila palestina de la governació d'Hebron, a Cisjordània, situada en un turó de 870 metres. Limita al sud amb Dura, al nord amb at-Tabaqa, a l'est amb el camp de Fawwar, a l'oest amb Khursa i al sud amb Deir Razih. La superfície de la vila cobreix 210 dúnams i la vila gaudeix d'electricitat i línies de telèfon. Segons l'Oficina Central Palestina d'Estadístiques tenia 833 habitants el 2016.

## Història
S'ha suggerit que Khirbet Tarrama podria ser el lloc de Jezrael, ciutat esmentada a la Bíblia com a territori del Regne de Judà. En 1961 hi havia 161 residents, incrementats a 404 en 1997. Molts dels habitants són membres de la gran família Awlad Muhammad i un 10% eren refugiats palestins en 1997. Durant la dècada del 1970 l'Exèrcit israelià intentà infructuosament establir una pista d'aterratge militar a terres de Tarrama per servir al camp d'al-Majnouna camp.